# 樋口弁護士の悪女シリーズ
『樋口弁護士の悪女シリーズ』（ひぐちべんごしのあくじょシリーズ）は、1987年から1988年にテレビ朝日系「土曜ワイド劇場」で放送されたテレビドラマ。主演は草刈正雄。

## キャスト

### 主要人物
樋口
演 - 草刈正雄
法律事務所経営者。
ホンダ
演 - 柳沢慎吾
法律事務所事務員。
権田
演 - ケーシー高峰
不動産屋・丸宝商事の社長。元私立探偵。

### ゲスト
第1作『悪女に四本のバラ』（1987年）
- 美知子（陽子の秘書） - 高橋ひとみ
- 豊泉工業社員 - 可愛かずみ
- 若松邦夫の同窓生 - 河原さぶ
- 西村陽子（樋口の友人・美容院経営者） - 山口果林
- 深水三章、成瀬正孝、松井紀美江、麻茶れい、後藤まどか、藤真由美、森章二、小沢象、江上慎吾、坂井寿美江、ヴァレリー ウッズ、秩父俊哉、吉田信一、小山ゆう子、岸野一彦、山口秀樹、清水直美

第2作『悪女はラベンダーの香り』（1988年）
- 法律事務所事務員 - 松金よね子
- 南野徹（民子の息子） - 湯江健幸
- ヨウコ（徹の恋人） - 茂野幸子
- 民子（大富豪南野豪三の先妻） - 小林哲子
- 徹のマンションの管理人 - 小島三児
- 榊原（南野家の主治医） - 中原丈雄
- 南野順子（大富豪南野豪三の夫人） - 黒木瞳
- 高岡良平、久遠利三、早川純一、高山千草、木曽秋一、後藤まどか、江上真吾、小野真弓、高岸佐也子、矢山治、盛本真理子、杉田とんき、秋山更紗、青島卓弘、杉中彩、矢羽純子、宮坂ひろし、澤山雄次、佐々木文夫、岩井節夫

## スタッフ
- 原作 - 青柳友子『悪女に四本のバラ』
- 脚本 - 石松愛弘
- 監督 - 松尾昭典、村川透
- 制作 - テレビ朝日、大映映像

## 放送日程
| 回数 | 放送日        | タイトル                                                                  | 脚本     | 監督     | 視聴率 |
| ---- | ------------- | ------------------------------------------------------------------------- | -------- | -------- | ------ |
| 1    | 1987年6月13日 | 悪女に四本のバラ 美しい女社長をめぐる完全犯罪                             | 石松愛弘 | 松尾昭典 | 19.4%  |
| 2    | 1988年12月3日 | 悪女はラベンダーの香り 莫大な財産をめぐる連続殺人! 赤い炎に秘めた復讐の罠 | 石松愛弘 | 村川透   | 15.4%  |